# KSU Gazal-1
KSU Gazal-1 este o mașină din clasa SUV dezvoltată de studenți din Universitatea Regele Saud.